# 滝川高校いじめ自殺事件
滝川高校いじめ自殺事件（たきがわこうこういじめじさつじけん）とは、2007年（平成19年）7月3日に兵庫県神戸市須磨区の私立滝川高校に通っていた当時高校3年生の男子生徒がいじめを苦にして自殺した事件。学校裏サイトを使用したいじめが行われていたことから注目を集めた。

## 経緯
2007年（平成19年）7月3日午後1時50分ごろ、高校3年生の男子生徒（当時18歳）が5時間目の授業中に「トイレに行く」と新館4階の教室を出た後に飛び降り自殺をし、午後2時ごろに教諭が発見した。発見時、男子生徒は頭部から血を流して倒れており、40分後、病院で死亡が確認された。男子生徒のズボンのポケットからA4判3枚の遺書が発見された。遺書には数人の同級生の実名や「金を払えと要求された」などいじめの行為と見られる内容が記載されていた。
いじめの可能性が指摘されたが、当初、学校側は「いじめはなかった」と否定しており、兵庫県にもいじめはないとの報告をしていた。しかし、自殺から約2か月後に1人目の加害者が兵庫県警察に恐喝未遂容疑で逮捕されたことで態度を一変させ、いじめがあったことを認めた。また、逮捕後に同級生ら40人にアンケートなどの再調査を行った結果、他にもいじめに加担した同級生がいたことを明らかにした。その後、残りの加害者3人が逮捕された。

## 自殺事件後の状況
自殺が起こった直後、学校側は兵庫県にいじめはないとの報告をしていた。一方、自殺後の1か月間で自殺した生徒のクラスメートから聞き取り調査を行った結果、金銭の要求や使い走りの強要があったことを学校側は把握した。しかし、「いじめられていた」との証言がないことから、「命令だったり本気の要求ではない」とした。
2007年（平成19年）9月17日、フットサル仲間だった西宮市在住の同級生の少年が恐喝未遂容疑で逮捕された。
2007年（平成19年）9月21日、学校側は記者会見を講堂で行い、学校長は生徒の逮捕翌日から同級生など約40人に聞き取り調査などを行った結果、3人の同級生が男子生徒にメールで現金を要求した他、前年の夏以降は複数回にわたり教室の机の上や机の中に紙粘土を入れられるなどの継続的な嫌がらせがあったことを公表した。また、学校裏サイトにて「うそつき」などの中傷行為を受けていたこと、学校裏サイトは逮捕された同級生1人が作成と管理をしていたことを報告した。学校裏サイトには男子生徒の裸の写真や動画を載せられたり、住所や電話番号などの個人情報が掲載されていた。
そして、これまでの「いじめはなかった」という姿勢から一転して「いじめはあったと判断する」といじめの事実を認めた。その上で今後の対策としては、学外の有識者を含んだいじめ防止対策委員会の設置やネットトラブルの講習会を行うことでいじめの再発防止を図ると発表した。
その後、9月25日に同級生2人が恐喝未遂容疑で逮捕され、10月29日にも同級生1人が恐喝容疑で逮捕された。逮捕前の捜査でこの同級生は男子生徒に対して偽ブランド品のブレスレットを4万円で買い取るよう要求し、代金として5000円を脅し取ったことが判明した。
2007年（平成19年）10月5日、神戸地検は同級生のうち1人に対し「中等少年院送致が相当」とする意見書を付けて恐喝未遂の非行事実で神戸家裁に送致した。その後、神戸地検は同級生2人に対し「中等少年院送致が相当」とする意見書を付けて恐喝未遂の非行事実で神戸家裁に送致した。
2007年（平成19年）11月8日、神戸地検は同級生1人に対し「中等少年院送致が相当」とする意見書を付けて恐喝と脅迫の非行事実で神戸家裁に送致した。

## その後
再発防止に向けて学校は「いじめ防止対策特別委員会」を設置し、14人を委員に選任する計画を立てた。しかし、選任予定のメンバーが滝川高校の関係者で占められていたため、再発防止の観点から問題視された。このため、外部から大学教授1人を委員として追加し、最終的なメンバーを決定した。
2007年（平成19年）11月1日、神戸市教育委員会は「ネットいじめ」に関する保護者向け啓発文を作成した。啓発文には、ネット上で悪口を書き込んだことでいじめが始まる、などのインターネット上の特徴や、親子間でインターネット使用のルールを決めるなどのアドバイスを盛り込んだ。
2008年（平成20年）3月31日、いじめ防止対策特別委員会は「いじめの早期発見・早期対応マニュアルを」をまとめ、学校長と教頭は引責辞任した。

## 少年審判
2007年（平成19年）10月31日、神戸家裁（三宅知三郎裁判官）で同級生1人に対する少年審判が開かれ、試験観察の中間処分を決定した。
2007年（平成19年）11月7日、神戸家裁（三宅知三郎裁判官）で同級生1人に対する少年審判が開かれ、試験観察の中間処分を決定した。
2007年（平成19年）11月8日、神戸家裁（三宅知三郎裁判官）で同級生1人に対する少年審判が開かれ、試験観察の中間処分を決定した。
2007年（平成19年）12月4日、神戸家裁（三宅知三郎裁判官）で同級生1人に対する少年審判が開かれ、中等少年院送致処分を決定した。
2008年（平成20年）2月27日、神戸家裁（三宅知三郎裁判官）で同級生1人に対する少年審判が再開され、保護観察処分を決定した。
2008年（平成20年）3月4日、神戸家裁（三宅知三郎裁判官）で同級生1人に対する少年審判が再開され、保護観察処分を決定した。
2008年（平成20年）3月10日、神戸家裁（三宅知三郎裁判官）で同級生1人に対する少年審判が再開され、保護観察処分を決定した。この決定により同級生4人のうち、1人の中等少年院送致、3人の保護観察処分が決定した。